# Brendan Fraser
Brendan Fraser (Indianapolis, Indiana, 1968. december 3. –) Oscar-díjas kanadai-amerikai színész, leginkább az 1999-ben bemutatott A múmia című kalandfilmből és folytatásaiból ismert. Játszott Liz Hurley-vel A bájkeverő című filmvígjátékban és Michael Caine oldalán A csendes amerikai című filmdrámában. Alakításai rendre vegyes kritikát kapnak, 2006-ban csillagot kapott a Canada’s Walk of Fame-en, a kanadai hírességek sugárútján. 2023-ban A bálna című filmben nyújtott alakításáért Oscar-, Golden Globe- valamint BAFTA-díjra is jelölték; az Oscar-díjat meg is kapta.
Filmszerepei mellett feltűnt televíziós sorozatokban, játszott klasszikus színházi darabokban és több fotókiállítása is volt már.

## Életrajz
Brendan James Fraser az Amerikai Egyesült Államokban, Indianapolisban született, kanadai szülők negyedik fiúgyermekeként. Édesapja, Peter, a kanadai állami turisztikai hivatal képviselőjeként dolgozott; édesanyja, Carol értékesítési tanácsadó volt. A család sokat költözködött, éltek Amerikában, Kanadában és Európában (Hollandia) is, emiatt sokszor kellett iskolát váltania, és ez beilleszkedési gondokat is okozott a fiúnál.
Tízévesen, egy londoni nyaralás közben látta az Oliver! című musicalt, ami elvarázsolta, és ennek hatására döntött úgy, drámaórákra fog járni. Amíg Kanadában éltek, Torontóban bentlakásos fiúiskolába járt, ahol megtanult folyékonyan beszélni franciául. Mindeközben középiskolai színielőadásokban is szerepelt.
1990-ben a seattle-i Cornish College of the Arts főiskolán végzett. Huszonhárom éves korában költözött Los Angelesbe.

### Magánélete
Brendan Fraser 1993-ban, Winona Ryder kerti partiján ismerte meg Afton Smith színésznőt, akit 1998-ban vett feleségül, és akitől három fia született: Griffin Arthur, Holden Fletcher és Leland Francis. A pár 2007-ben beadta a válókeresetet. 2013-ban Fraser kérelmet adott be a bírósághoz a gyermektartásdíj összegének csökkentésére, azzal érvelve, hogy az évi 900 000 dollár összeget nem tudja fizetni. Volt felesége szerint Fraser nem vallja be a teljes vagyonát. 2018 óta a színész New York állam Westchester megyéjében lakik.
Fraser imád utazni és fényképezni, múzeumba és színházba járni, a legtöbb ismerőse szerint visszahúzódó és félénk, időre van szüksége ahhoz, hogy megnyíljon. 2004-ben New York-ban állította ki fényképeit, 2005-ben pedig a Los Angeles-i Gallery Two Four galériában volt közös fotókiállítása Erin Flynn-nel és Norma C. Smith-szel New Orleans... Loved and Remembered címmel. Mindkét kiállítás bevételét jótékony célokra fordították. Kedvencei a Polaroid fényképezőgépek, ami miatt a Collector's Guide to Instant Cameras című könyv bevezető oldalán a könyvet Frasernek dedikálta az írója.
Az akciófilmjeiben végrehajtott kaszkadőrmunka következtében Frasert többször meg kellett operálni, volt térdműtétje, gerincsérvműtétje és a hangszalagjait is operálták.
A színész szívesen vesz részt jótékonysági rendezvényeken, 2006-ban a FilmAid Benefit Gala elnevezésű rendezvény egyik elnöke volt.

## Pályafutása

### A kezdetek
Brendan Fraser karrierje során eddig (2009) több mint 40 filmben játszott, többféle műfajban, a B-kategóriás vígjátékoktól a szórakoztató családi filmeken és több millió dolláros nyereséget hozó kalandfilmeken át komoly drámai filmekig.
A főiskola elvégzése után Los Angelesbe ment, ahol egy egymondatos szerepet kapott a River Phoenix nevével fémjelzett Dogfight című filmben. Ezt követően vele forgatták a My Old School című sorozat pilot epizódját, ám végül a sorozat nem került képernyőre. Első igazi szerepét az Áldozat (Guilty Until Proven Innocent) című televíziós filmben kapta, ahol Martin Sheen fiát alakította. Egy évvel később, 1992-ben játszhatott először mozifilmben: a Kőbunkó című vígjátékban egy jégbe fagyott, majd életre kelt kőkorszaki embert formált meg. A B-kategóriás vígjáték mégsem vetette vissza karrierjét, még ugyanebben az évben a drámai Vágyak csapdájában (School Ties) című filmre szerződtették, ahol egy antiszemitizmussal szembesülő diákot alakított. A film nem csak Fraser, de Matt Damon, Ben Affleck és Chris O’Donnell karrierjét is útnak indította. Ezután több független filmbe is hívták, mint A húszdolláros vagy az Örökifjú & társa. 1994-ben újra vígjátékban láthatta a közönség, ezúttal Adam Sandler és Steve Buscemi oldalán a Pancserock című filmben egy rádiós műsorvezetőt véletlenül túszul ejtő rockegyüttes tagjaként, majd Az emberkereskedőben egy tehetséges baseball-játékos bőrébe bújt. Ezután egy tragikomédiában, a Tanulj, tinó!-ban, Joe Pesci oldalán játszott. 1995-ben Viggo Mortensennel és Ashley Judd-dal egy sötét thrillerben (Darkly Noon) játszott együtt. Itt egy bigottan vallásos fiatalembert alakított, aki megszállottan szerelmes lesz a nőbe, aki megmenti az életét. A drámai alakítás után újabb hullámvölgy következett: az Árnyékfeleség, melyben egy ikerpárt személyesített meg, csúfosan megbukott. A hol kiváló, hol csapnivaló filmekben vállalt szerepei miatt Fraser a korai éveiben sokat küszködött az elismerésért.

### Vígjátékok és családi mozik

Brendan Fraser és Leslie Mann Az őserdő hőse c. filmben

Az igazi áttörést és a nemzetközi ismertséget Az őserdő hőse című Disney-film jelentette számára, ahol egy szeretni való, Tarzan-szerű karaktert alakított. A film vegyes fogadtatást kapott, a Reeling Reviews kritikusai szerint például „Brendan Fraser tökéletes választás volt George szerepére – egyszerre hozza a naiv balféket és a jó testű, édes szexszimbólumot.” A Rotten Tomatoes kritikusa, Greg Muskewitz szerint viszont a film „olyan sekélyes, mint George IQ-ja, és annyira vicces, mint Fraser karrierje.” A kérdésre, hogy miért szerepel egyszer vígjátékban, egyszer kalandfilmben, máskor meg komoly, elismert drámai alkotásokban, Fraser így válaszolt:
Úgy vélem, szerencsés vagyok, hogy olyan szerepeket kaptam, amik nagyban különböznek egymástól. De végül is, színész lennék, és amíg a szerep a lehető legkülönbözőbb a korábbitól, addig elvállalom, amit ajánlanak.
Később is szívesen szerepelt vígjátékokban, például a Csapás a múltból című filmben Alicia Silverstone oldalán, ami vegyes kritikákat kapott, vagy a Talpig majomban, ami végül igen rossz fogadtatásra talált. Az egyik legsikeresebb vígjátéka, A bájkeverő, akárcsak Fraser korábbi és későbbi „kasszasiker” alkotásai, vegyes érzelmeket váltott ki a kritikusokból. Jeffrey M. Anderson szerint igazi színiparádé, amit Fraser művel, ahogy belebújik a megannyi különböző karakter bőrébe, és valószínűleg Elizabeth Hurley szexi ördöge és Fraser szerethetően esetlen figurája együtt adják a mozi varázsát. Jeffrey Westhoff hasonló véleményen van, miszerint „Fraser igazán ütős a többszörös személyiségek szerepében”. A The Montreal Film Journal kritikusa szerint Fraser „egyszerűen nagyszerű” a filmben a „sokszínű játékával”. A BBC átlagosra értékelte a filmet, ami szerintük remekül kezdődik, de aztán kifullad, Fraser viszont „bizonyítja színészi sokoldalúságát.” A threemoviebuffs.com szerint viszont éppen Brendan Fraser a leggyengébb láncszem a filmben, mert a 190 centiméter magas, széles vállú, „múmia-győzőről” nehéz elhinni, hogy természetfeletti segítségre lenne szüksége egy nő meghódításához.
2003-ban Fraser újabb családi mozit forgatott Bolondos dallamok: Újra bevetésen címmel, ahol jól ismert rajzfilmfigurákkal (Tapsi Hapsi, Dodó Kacsa, Csőrike) szerepelt együtt a vásznon, miközben önmagát és önmaga éjjeliőrként is dolgozó dublőrét alakította. Saját bevallása szerint rendkívül élvezte, hogy gyerekkora kedvenc figuráival „játszhatott együtt”, ráadásul a tasmán ördög, Taz szinkronhangját is ő adta. Joe Dante rendező szerint Fraser ötlete volt, hogy az éjjeliőr Brendan Fraser dublőre legyen, hogy kifigurázhassa saját magát: „Brendan akarta pofán vágni Brendant a film végén, és Brendan akarta, hogy [a filmbéli] Brendan Fraser egy bunkó legyen.” A kritikusok véleménye általánosságban az volt, hogy a rajzfilmfigurák lejátszották a színészeket a vászonról.
2010-ben került a mozikba a Drágán add a rétedet című vígjátéka, melyben partnere Brooke Shields. 2012-ben egy független angol vígjátékban, a Whole Lotta Sole-ban játszott. 2013-ban az Eszement zaci című vígjátékban egy Elvis Presley-imitátort alakított.

### Kalandfilmek, fantasyfilmek

Fraser A múmia című filmben Ódéd Fehr és John Hannah társaságában

A legnagyobb népszerűséget Brendan Fraser számára a Múmia-sorozat hozta meg. A Stephen Sommers rendezésében készült A múmia és A múmia visszatér igazi kasszasiker lett, a két kalandfilm összesen több mint 800 millió dollár bevételt hozott. A Daily Variety szerint a színész az első részért 7,8 millió dollárt kapott, a másodikért pedig 12,5 milliót. Bár mindkét alkotás vegyes kritikákat kapott, Fraser alakítását szinte minden kritikus elismerte. Louise Keller (Urban Cinefile) szerint Fraser nem csak jóképű és férfias hős, de természetes módon hozza a komikus elemeket is, mindig tudja mikor és hogyan kell az adott vicces mondatot elejteni, ami ritka adottság. Rob Gonsalves az eFilmCritic-től úgy vélte, Fraser szerethető és intelligens Rick O'Connell-je nagyban hozzájárult a sikerhez. Ezt Peter Canavese filmkritikus is megerősítette, aki szerint leginkább Fraser eltalált karakterformálása „húzza” a filmet. Akadt azonban olyan kritikus is, akinek nem tetszett, a Palo Alto Online szerint például Fraser addigi karrierje legrosszabb alakítását hozta az első filmben. Összehasonlítva az első filmmel A múmia visszatér több negatív visszajelzést is kapott, Fraser alakítása vegyes fogadtatásra lelt, volt aki jónak tartotta a játékát, míg mások hiányolták a drámai filmjeiben nyújtott teljesítményét. A harmadik folytatás, A múmia: A Sárkánycsászár sírja, amit 2008 nyarán mutattak be, még kevesebb pozitív kritikát kapott, több kritikus szerint sem kellett volna még egy részt készíteni. Fraser alakítását itt már többen is bírálták, Jeff Byer (The Scorecard Review) szerint nem az ő Rickje lesz a következő Indiana Jones, A film kedvéért egyébként Fraser még a krav maga nevű különleges harcművészetet is elsajátította, hogy harcjelenetei Jet Li-vel érdekesebbek legyenek.
2008-ban a színész egyszerre két kalandfilmmel és egy fantasyfilmmel jelentkezett. A múmia harmadik része előtt mutatták be Utazás a Föld középpontja felé című kalandfilmjét háromdimenziós változatban, melyben egy vulkánkutatót alakít, aki Izland belsejében ered eltűnt bátyja nyomába. A film összesen több mint 241 millió dollár bevételt hozott, és többségében jól fogadták a kritikusok. A NewsBlaze szerint Fraser személyiségének játékos ereje is nagyban hozzájárul a film élvezhetőségéhez. Ugyanakkor Margaret Pomeranz az ausztrál ABC-től úgy véli, nem ez a film „szegény Brendan Fraser karrierjének csúcspontja”, mert olyan, mintha alvajárva menne végig a filmen.
Az ugyanebben az évben bemutatott Tintaszív című fantasyfilm különös körülmények között született. Fraser egy napon kapott egy könyvet rövid levél kíséretében, melyben a könyv szerzője, Cornelia Funke megköszönte neki, hogy inspirálta a főszereplő, Mo karakterének megalkotásakor. A színész elolvasta a könyvet, és úgy gondolta, érdemes lenne megfilmesíteni, mert annak varázslatos világa ösztönzően hathat a gyerekekre, olvasásra késztetheti őket. A Salon.com értékelése szerint Fraser bár hihető és szerethető a könyvből szereplőket életre kelteni képes Mo szerepében, néha mégis úgy néz ki, mintha „nem tudná épp melyik filmben van.” A Reelviews értékelése szerint Fraser játéka nem mérhető a két Oscar-díjas színész, Helen Mirren és Jim Broadbent alakításához, de a szerephez jó.

### Drámai alakítások

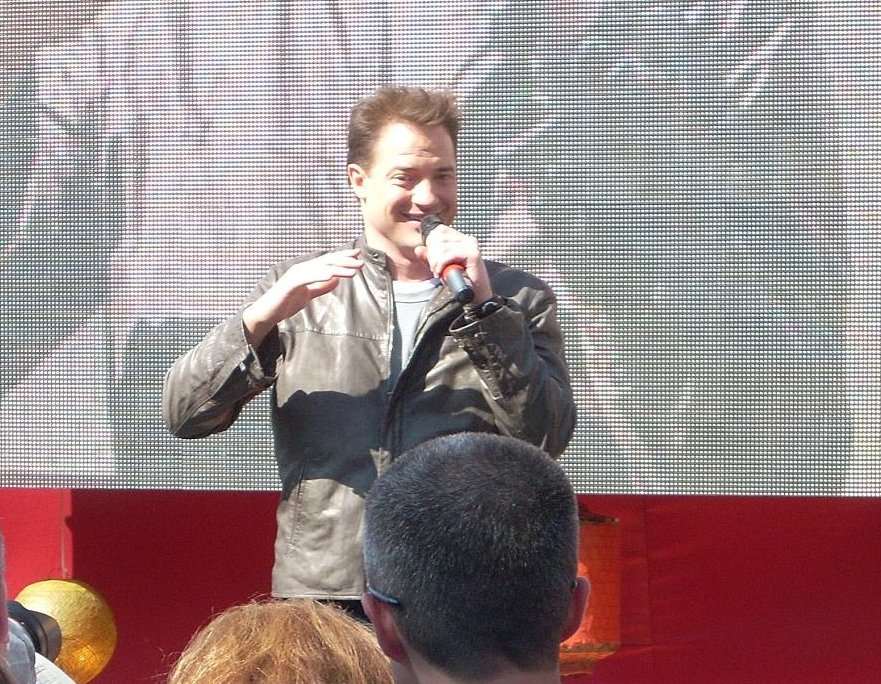
Fraser 2008-ban a Universal Studios-ban rajongók előtt

A kalandfilmek és vígjátékok között újra és újra feltűnt drámai alkotásokban, így például a több díjra jelölt Érzelmek tengerében című filmben, ahol Ian McKellen oldalán nyújtott alakítását a kritikusok is dicsérték. Mindazonáltal a Variety kritikusa megjegyezte, hogy szerinte Fraser nem volt jó választás a szerepre, mert a színész intelligenciája, veleszületett kedvessége és jóképűsége miatt nehéz elhinni, hogy McKellen karaktere ilyen könnyen manipulálni tudja a Fraser által alakított Boone-t, vagy hogy a fiú nem boldogul a nőkkel. Ugyancsak drámai szerepet kapott az Oscar-díjas Ütközések című produkcióban. Michael Caine oldalán A csendes amerikai című Graham Greene-adaptációban egyes kritikusok szerint kiemelkedőt alakított. Tim Merrill szerint „Fraser ravaszul vezeti esetlenül jótét lélek karakterét határozottan sötét területre, mígnem a 'hős' és 'gonosz' tradicionális szerepe reménytelenül elválaszthatatlan lesz.” Daniel M. Kimmelt lenyűgözte, hogy Fraser egyaránt képes jót alakítani bugyuta vígjátékokban, kasszasiker kalandfilmekben és olyan komoly drámákban, mint A csendes amerikai. Az IGN Movies értékelése szerint viszont Fraser alakítása egyszerre „irritáló és megnyerő”, különös kontrasztot képezve Caine alakításával. A 2006-ban bemutatott Csalás és ámítás című film igen rossz általános kritikákat kapott, ám Fraser és Michael Keaton alakítása pozitív fogadtatásra lelt. 2010-ben mutatták be Harrison Forddal közös filmdrámáját.

### Karrierbicsaklás
Karrierje 2010 után kezdett lejtmenetbe, miután visszautasította az Utazás a Föld középpontja felé folytatásának, az Utazás a rejtélyes szigetre főszerepét, ami így a helyére kerülő Dwayne Johnson filmes karrierjének adott lökést. A filmekben maga által elvégzett kaszkadőrmutatványok is megviselték a szervezetét, az emiatti orvosi beavatkozások hosszú lábadozási időszaka is hátráltatta a karrierjét. Magánéleti problémái is voltak, mikor elvált akkori feleségétől. Fraser később azt is állította, hogy szexuális zaklatás áldozatává vált a Hollywood Foreign Press Association korábbi elnöke, Philip Berk által, aki visszautasította a vádat. Mindezeknek tudják be, hogy a 2010-es években elmaradtak a jelentősebb moziszerepek és Fraser nagyrészt kikopott a köztudatból.

### Televíziós szereplések
Fraser a 2010-es évekig viszonylag kevés televíziós filmben szerepelt, főképp karrierje elején vállalt ilyen szerepeket. Először egy adásba soha nem került sorozat, a My Old School pilot-epizódjában játszott, majd 1991-ben Martin Sheennel szerepelt együtt az Áldozat című tévéfilmben. Ugyanebben az évben a Child of Darkness, Child of Light egyik mellékszerepét kapta meg. 1995-ben egyetlen epizód erejéig szerepelt a Fallen Angles című sorozatban. 1997-ben a The Twilight of the Golds című tévéfilmben Faye Dunaway fiát alakította, majd rajzfilmsorozatok szinkronszerepei következtek, többek között A Simpson család egyik mellékszereplőjének kölcsönözte a hangját. 1999-ben a Discovery Channel számára narrálta a Mummies: The Real Story című összeállítást.
Egyik legemlékezetesebb sorozatszerepét a Dokik (Scrubs) című sitcom-sorozatban játszotta három epizód erejéig. Dr. Cox (John C. McGinley) exfeleségének bátyját alakította, aki leukémiában szenved. Az Entertainment Weekly szerint Fraser üdítő változást hozott a híres vendégszereplők névsorában. Ken Tucker kritikus szerint ugyanis a legtöbb „sztárbeugrás” inkább ront egy sorozat színvonalán, mint emeli azt, Fraser azonban kellemes meglepetést okozott: „Fraser egy mozisztár, de ugyanakkor szakmája mesterembere is, aki tudja, hogy bármilyen médiumban gyakorolhatja azt, ha a forgatókönyv elég jó.” Tucker szerint Fraser alakítását „érdemes megnézni”. AZ IGN Entertainment minden idők legjobb Dokik-vendégszereplőnek tartja a színészt, aki szerintük a többi sztárvendéggel ellentétben teljesen be tudott illeszkedni a stábba és a sorozat légkörébe, miközben „tökéletes időzítéssel” szórta a poénokat és tökéletesen formálta meg a szereplőt.
2016-ban Fraser szerepet kapott A viszony című televíziós sorozatban a harmadik évadban, ahol egy Gunther nevű börtönőrt alakított. Ezt követően a Getty család elintézőemberét, James Fletcher Chace-t alakította a Trust című sorozatban, melyet 2018-ban mutattak be. 2018-ban a Titánok című sorozatban adta Cliff Steele/Robotember hangját, majd a Doom Patrol spinoffban ismét ő kapta a szerepet, amellett, hogy a visszaemlékezésekben Cliff Steele-t is alakítja. A sikeres televíziós szereplések nyomán az újságírók Breneszánszot emlegettek.

### Színház
Filmszerepek mellett színházi szerepeket is vállalt, 2001–2002-ben a londoni West Enden alakította Bricket Tennessee Williams Macska a forró bádogtetőn című darabjában, ahol partnere A bájkeverő-béli szerelme, Frances O’Connor volt. Les Phillips (CineScene) szerint Fraser rendkívül jól hozza Brick figuráját, és sikerül megfelelően megoldania egy rendkívül nehéz helyzetet és hoznia az elvárt drámai hitelességet, úgy, hogy Bricknek több felvonáson keresztül nagyjelenetei vannak, és közben végig részeg. A BBC szerint a színész „ragyogó” teljesítményt nyújt a darabban, és olyan érzelmi mélységeket sikerül megmutatnia, amik hiányoznak a kasszasiker filmjeiből. Lizzie Loverage (Curtain Up) szerint Fraser játéka nem egyszerűen jó, hanem „igen figyelemre méltó”. Ian Shuttleworth, a Financial Times számára írt kritikájában megemlíti, hogy hatalmas, igen kellemes meglepetés volt számára a korábban átlagos hollywoodi sikerfilmekben játszó Fraser kiváló alakítása. A The Independent kritikusa, Paul Taylor szerint viszont Fraser a darab első részében gyengébben teljesít, a második részében azonban magára talál, és végső soron jó választás volt a szerepre:
A darab ezen részében Fraser megnyomorított, iszákos sportolója pusztán gunyorosnak tetszik, amikor is a dühítően közönyös „legyőzöttek varázsát” kellene magából sugároznia. [...] A színész játéka hatalmasat javul Ned Beattyvel való nagyjelenetében.
Fraser a darabbal kapcsolatban úgy nyilatkozott, régi vágya vált valóra azzal, hogy színpadon szerepelt.
A későbbiekben olyan színházi produkciókban is játszott, mint a Szentivánéji álom, a Rómeó és Júlia, vagy a Godot-ra várva.

### Visszatérése a filmvászonra
2016-ban egy bollywoodi thrillerben, a Line of Descent-ben Ray Liotta helyett játszott. 2021 januárjában bejelentették, hogy Fraser szerepelni fog Darren Aronofsky The Whale (A bálna) című filmjében, ahol egy 300 kilós férfit fog alakítani. Augusztusban kiderült, hogy Martin Scorsese Killers of the Flower Moon című filmjében is szerepet kapott, valamint Max Barbakow Brothers című vígjátékában is játszani fog. A bálna című filmet a 2022-es Velencei Filmfesztiválon mutatták be, ahol pozitív fogadtatásban részesült. 2023-ban ezért az alakításért elnyerte az Oscar-díjat, valamint Golden Globe- és BAFTA-díjra is jelölték érte.

## Válogatott filmográfia
- 1992 – Kőbunkó
- 1992 – Vágyak csapdájában
- 1993 – A húszdolláros
- 1993 – Örökifjú & társa
- 1994 – Tanulj, tinó!
- 1994 – Pancserock
- 1994 – Az emberkereskedő
- 1995 – Darkly Noon
- 1996 – Árnyékfeleség
- 1997 – Az őserdő hőse
- 1997 – Rólad álmodtam
- 1998 – Érzelmek tengerében
- 1999 – Csapás a múltból
- 1999 – A múmia
- 1999 – Derék Dudley
- 2000 – A bájkeverő
- 2001 – Talpig majom
- 2001 – A múmia visszatér
- 2002 – A csendes amerikai

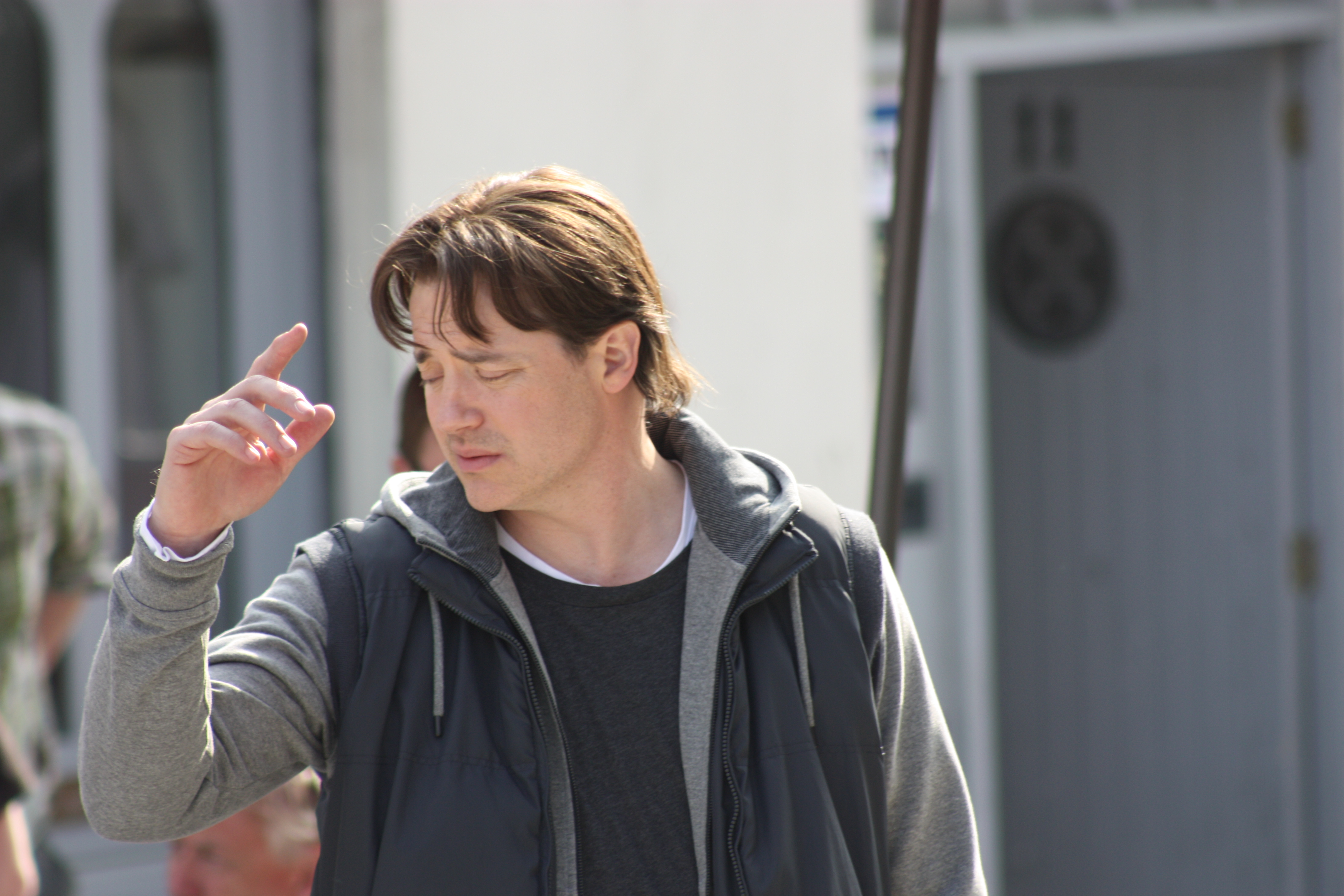
A Whole Lotta Sole című film forgatásán 2011-ben

- 2003 – Bolondos dallamok – Újra bevetésen
- 2004 – Ütközések
- 2006 – Utazás az éjszaka mélyén
- 2008 – Utazás a Föld középpontja felé 3D
- 2008 – Tintaszív
- 2008 – A múmia: A Sárkánycsászár sírja
- 2009 – G. I. Joe: A kobra árnyéka
- 2010 – Eszeveszett küzdelem
- 2010 – Drágán add a rétedet
- 2013 – Eszement zaci
- 2019 – Mérgező rózsa
- 2021 – Semmi hirtelen mozdulat
- 2022 – A bálna
- 2023 – Megfojtott virágok

## Díjak és elismerések
| Év   | Díjátadó                                    | Kategória                            | Jelölés     | Eredmény | Hiv.    |
| ---- | ------------------------------------------- | ------------------------------------ | ----------- | -------- | ------- |
| 2022 | Critics' Choice Super Awards                | Legjobb színész szuperhőssorozatban  | Doom Patrol | Jelölve  | [ 97 ]  |
| 2022 | Capri Hollywood International Film Festival | Színészdíj                           | A bálna     | Elnyerte | [ 98 ]  |
| 2022 | TIFF Tribute Awards                         | Színészdíj                           | A bálna     | Elnyerte | [ 99 ]  |
| 2022 | Women Film Critics Circle                   | Legjobb színész                      | A bálna     | Elnyerte | [ 100 ] |
| 2022 | Chicago Film Critics Association            | Legjobb színész                      | A bálna     | Jelölve  | [ 101 ] |
| 2022 | Gotham Independent Film Awards              | Kiemelkedő főszereplői teljesítmény  | A bálna     | Jelölve  | [ 102 ] |
| 2023 | AACTA International Awards                  | Legjobb színész (nemzetközi)         | A bálna     | Jelölve  | [ 103 ] |
| 2023 | Oscar-díj                                   | Legjobb férfi főszereplő             | A bálna     | Elnyerte | [ 104 ] |
| 2023 | BAFTA-díj                                   | Legjobb férfi főszereplő             | A bálna     | Jelölve  | [ 94 ]  |
| 2023 | Dorian Awards                               | Az év legjobb filmes teljesítménye   | A bálna     | Jelölve  | [ 105 ] |
| 2023 | Hollywood Critics Association               | Legjobb színész                      | A bálna     | Elnyerte | [ 106 ] |
| 2023 | London Film Critics' Circle                 | Az év színésze                       | A bálna     | Jelölve  | [ 107 ] |
| 2023 | Satellite Awards                            | Legjobb színész játékfilmben         | A bálna     | Elnyerte | [ 108 ] |
| 2023 | Screen Actors Guild-díj                     | Legjobb férfi főszereplő             | A bálna     | Elnyerte | [ 109 ] |
| 2023 | AARP Movies for Grownups Award              | Legjobb színész                      | A bálna     | Elnyerte | [ 110 ] |
| 2023 | Critics' Choice Movie Awards                | Legjobb színész                      | A bálna     | Elnyerte | [ 111 ] |
| 2023 | Santa Barbara International Film Festival   | American Riviera-díj                 | A bálna     | Elnyerte | [ 112 ] |
| 2023 | Golden Globe-díj                            | Legjobb férfi főszereplő – filmdráma | A bálna     | Jelölve  | [ 96 ]  |